# 安德魯·莫頓
安德魯·基斯·保羅·莫頓（英語：Andrew Keith Paul Morton，1959年—），生於英國英格蘭，澳洲軟體工程師與著名駭客。他是Linux核心開發社群的領導者之一，現為ext3的共同維護者，負責區塊裝置的日誌層（Journaling layer for block devices，JBD）。他也是mm tree的負責人。

## 生平
2003年，在雇主Digeo公司的同意下，進入開源碼發展實驗室工作。在同時，仍然為Digeo公司的首席程式架構師。
2006年，進入google工作。